# Tumorsuppressoren
Tumorsuppressoren sind Proteine, die den Zellzyklus kontrollieren oder Apoptose auslösen. Damit ist die Wahrscheinlichkeit hoch, dass sich beim Defekt oder Mangel eines solchen Proteins aus einer Zelle in einem Vielzeller eine Tumorzelle entwickelt. Es handelt sich weniger um die Bezeichnung einer Proteinfunktion als um eine physiologische Definition.
Eine Mutation oder Deletion eines für einen Tumorsuppressor codierenden Gens (Tumorsuppressorgens) erhöht die Wahrscheinlichkeit einer Tumorbildung. In diesem Sinne haben Tumorsuppressorgene eine vergleichbare Auswirkung bei Mutationen wie Proto-Onkogene.

## Funktionen
Tumorsuppressor-Proteine haben etwa folgende Funktionen:
- Unterdrückung der Genexpression von Wachstumsfaktoren, daraus resultierende Hemmung des Zellzyklus und somit keine weitere Zellteilung.
- Anhalten des Zellzyklus falls die DNA geschädigt ist. Falls der Schaden sich als reparabel per DNA-Reparatur erweist, erfolgt ein Fortfahren des Zellzyklus.
- Falls ein irreparabler DNA-Schaden vorliegt, leitet das Tumorsuppressorgen die Apoptose der Zelle ein, um den Organismus vor Schäden durch die potenzielle Tumorzelle zu bewahren.
- Einige der an der Zelladhäsion beteiligte Proteine hindern Tumorzellen an der Streuung im Körper und hemmen die Bildung von Metastasen.

## Beispiele
Beispiele für Tumorsuppressoren sind:
- p16: Diese Proteinfamilie hemmt die CDKs und verhindert so einen Übertritt von der G1 zur S-Phase des Zellzyklus.
- p27: Dieses Protein kontrolliert den Übergang von G0 zur G1-Phase des Zellzyklus und verhindert diesen, wenn es vermehrt gebildet wird. Sowohl von Viren befallene Zellen fördern über einen Gewebemediator (TGF-β) die p27 Bildung, als auch benachbarte Zellen bei der Kontaktinhibition.
- Das pRB umschließt normalerweise schalenartig den Transkriptionsfaktor E2F, der zur Einleitung der S-Phase zwingend gebraucht wird. Durch Phosphorylierung öffnet sich nach und nach die Hülle, und der Transkriptionsfaktor wird "freigelassen". In Tumorzellen ist das Gen für das RB-Protein in über 60 % der Fälle mutiert. Die Regulation (also der Phosphorylierungsmechanismus) des RB-Proteins ist sogar in jeder Tumorzelle in irgendeiner Weise gestört.
- Das p53: Dieses Protein sorgt dafür, dass sich eine Zelle nur dann teilt, wenn ihr Erbgut auch intakt ist. Dies ist bei einer Tumorzelle nicht der Fall. Dann zeigt p53 zwei Hauptwirkungen:
  - den Zellzyklus-Arrest,
  - und bei irreparablen Schäden die Einleitung der Apoptose.
- Mitochondrialer Tumorsuppressor 1